# Emre Bey
Emre Bey (* 28. Februar 1997 in Istanbul) ist ein türkischer Schauspieler.

## Leben und Karriere
Bey wurde am 28. Februar 1997 in Istanbul geboren. Seine Familie väterlicherseits stammt aus Jugoslawien und Albanien. Seine Mutter kommt aus Bursa. In seiner Kindheit wollte er Fußballer werden. Er studierte an der Craft Oyunculuk Atölyesi.
Sein Debüt gab er 2015 in der Serie Aşk Zamanı. Anschließend war Bey 2017 in Adı Efsane zu sehen.fort. Von 2020 bis 2021 bekam er in Sol Yanım eine Hauptrolle. Außerdem trat er 2022 in dem Film Mahalleden Arkadaşlar auf. Zwischen 2022 und 2023 setzte er seine Karriere in Balkan Ninnisi fort. Seit 2023 spielt er in Kuruluş Osman mit.

## Filmografie
Filme
- 2022: Mahalleden Arkadaşlar

Serien
- 2015: Aşk Zamanı
- 2015: Şehrin Melekleri
- 2017: Adı Efsane
- 2018–2019: Elimi Bırakma
- 2020–2021: Sol Yanım
- 2021: Menajerimi Ara
- 2021: Yetiş Zeynep
- 2022: Son Nefesime Kada
- 2022–2023: Balkan Ninnisi
- 2023: Vermem Seni Ellere
- 2023: Akif
- 2023–2025 : Kuruluş Osman